# Гамбийско-швейцарские отношения
Гамбийско-швейцарские отношения — официальные дипломатические отношения между Республикой Гамбия и Швейцарской Конфедерацией.

## История
Республика Гамбия и Швейцарская Конфедерация поддерживают официальные дипломатические отношения.
Швейцария признала независимость Гамбии в 1965 году и установила с ней дипломатические отношения в 1966 году. В период с 1988 по 1995 годов Швейцария была одним из основных инвесторов Гамбии. Двустороннее соглашение между двумя странами, регулирующее денежную помощь, истекло в 1995 году и не было продлено.
Несмотря на договоренности между Швейцарией и Гамбией по различным вопросам, экономические отношения двух стран оставались незначительными, торговля в стране резко упала после военного переворота 1994 года. Торговля начала восстановляться после того, как президент Адама Бэрроу пришел к власти в 2017 году после победы на выборах в стране.

## Дипломатия
Швейцария не представлена в Гамбии ни на уровне посольств, ни на консульском уровне. Гамбия не представлена в Швейцарии на уровне посольств, однако представлена  на консульском уровне через официальное консульство, которое она имеет в городе Женева.